# 東消防署 (札幌市)

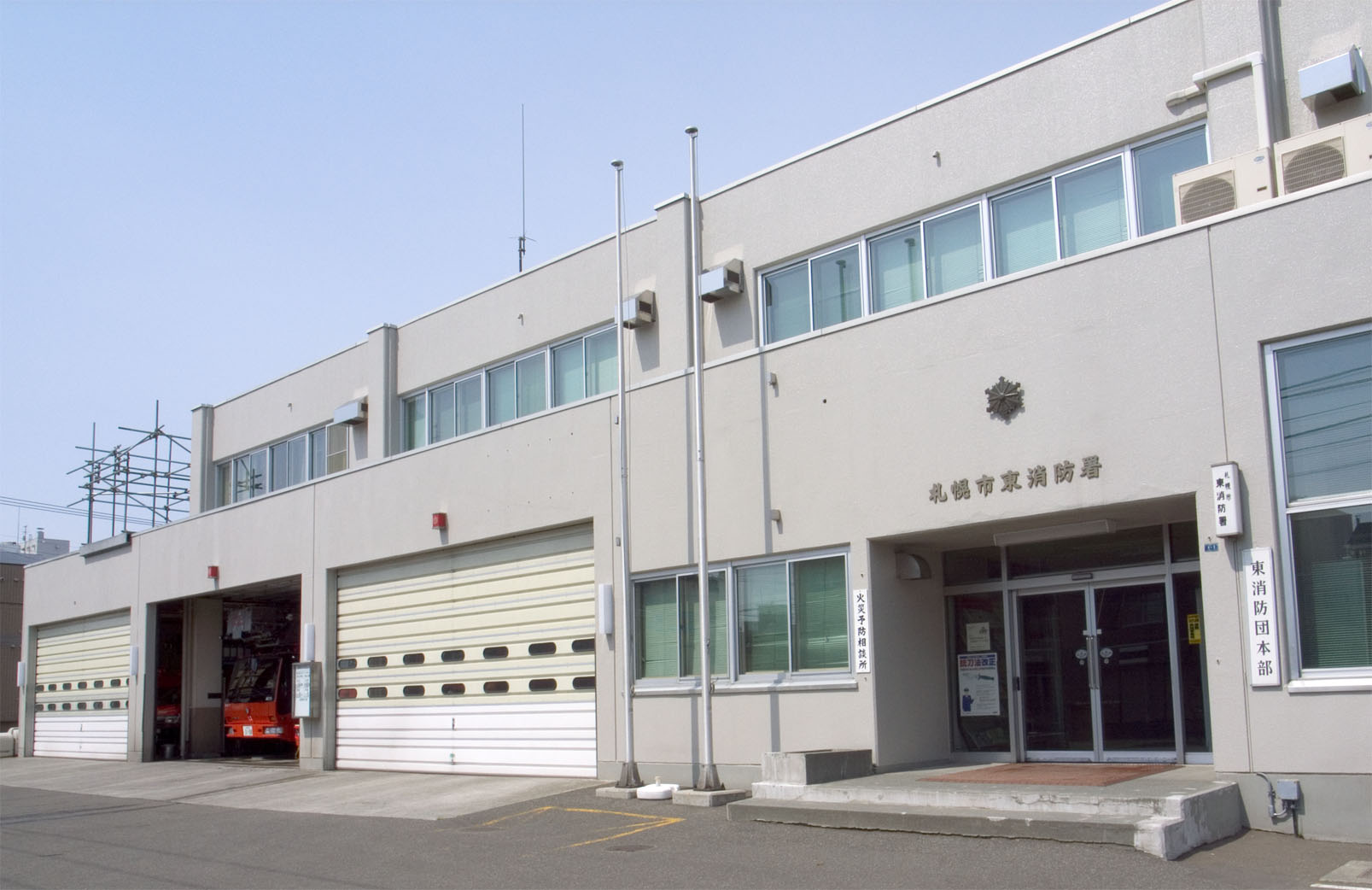
札幌市東消防署

東消防署(ひがししょうぼうしょ)は北海道札幌市東区北24条にある、札幌市消防局の消防署である。

## 所在地
- 北海道札幌市北24条東17丁目

## 消防署の機構と事務分掌
- 予防課－庶務係、防火推進係、指導担当係長
- 警防課－消防一係・消防二係、救急一・二担当係長

## 設置部隊
- 指揮隊
- 水槽隊（水難救助隊指定）
- 救急隊
- 屈折隊
- 特別救助隊（水難救助隊指定）

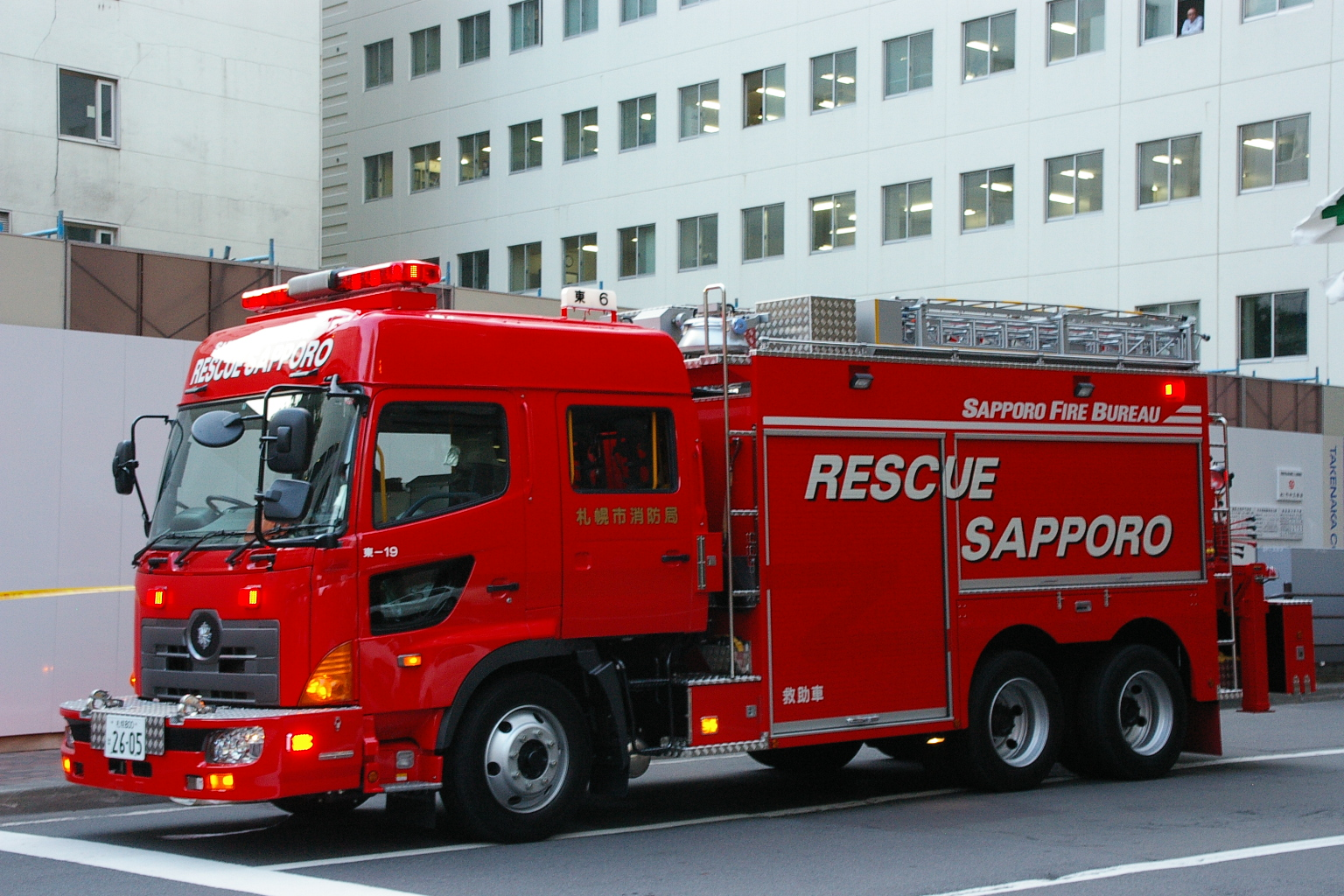
東特別救助隊 救助車
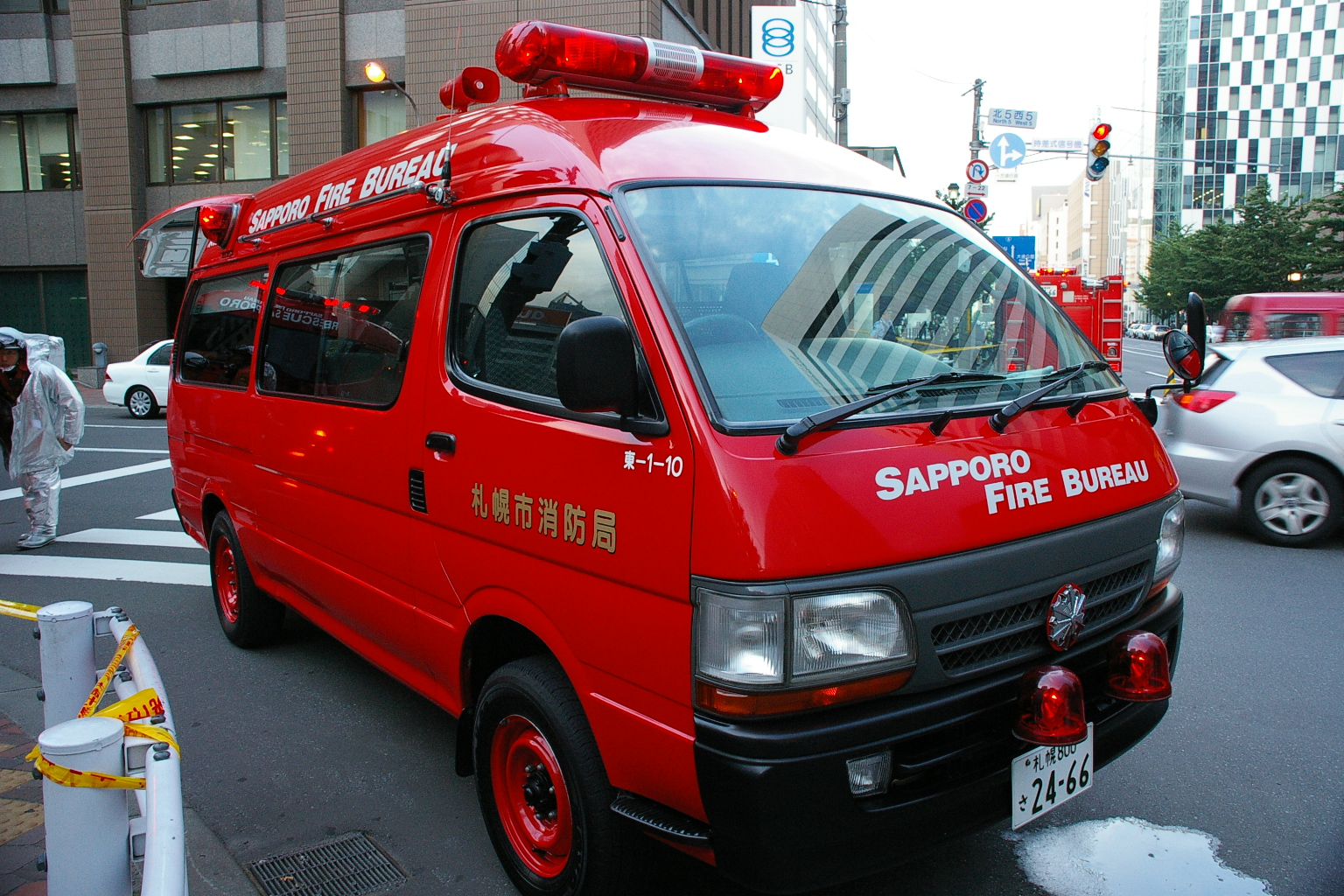
東消防署指揮車
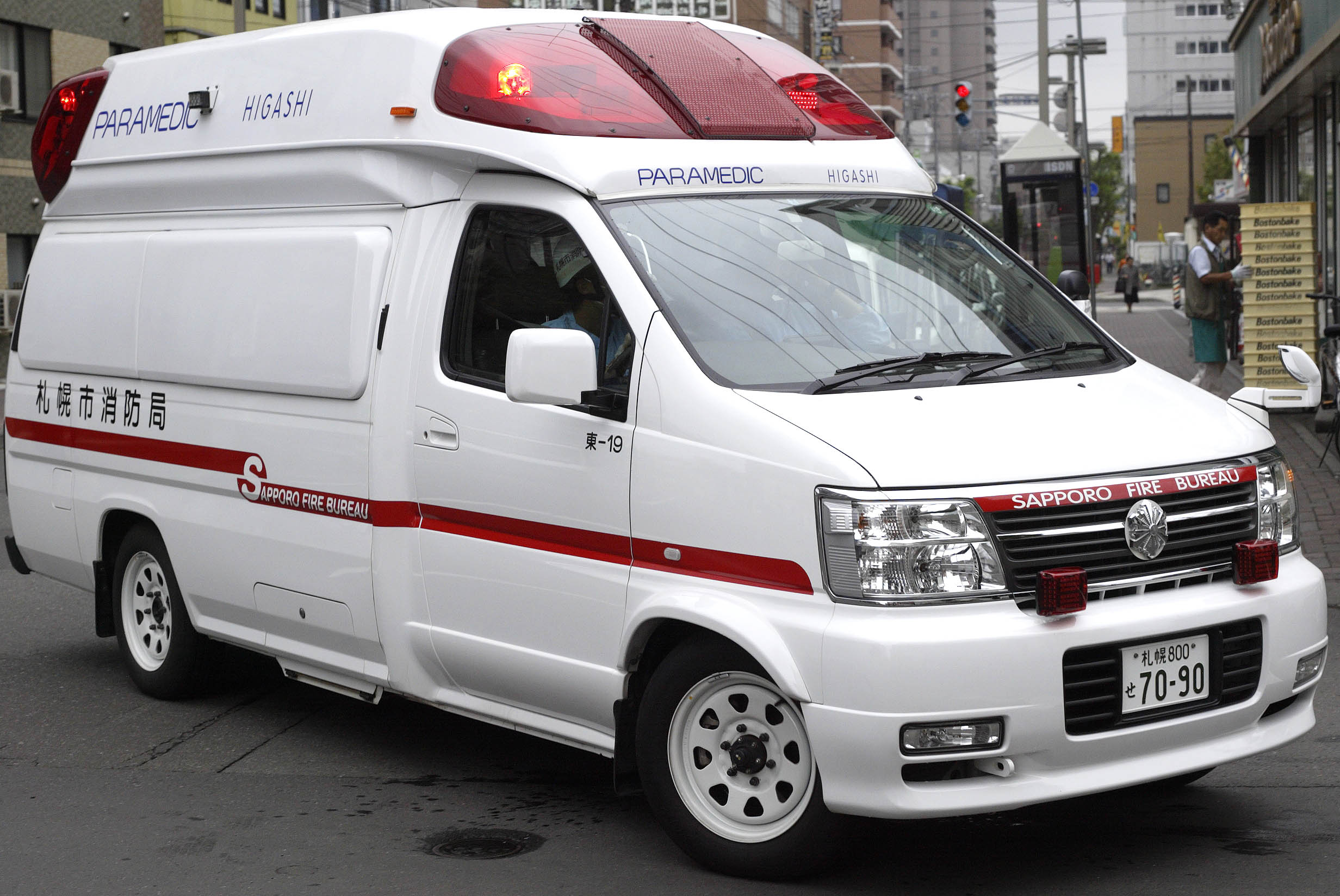
高規格救急車

## 出張所
- 丘珠(北丘珠1条2丁目)
- 栄(北46条東14丁目)
- 北栄(北39条東1丁目)

※かつては北33条東1丁目にあったが、周辺地域の病院新築の際に新築移転し駐車場となった
- 札苗(東苗穂4条2丁目)
- 苗穂(北8条東11丁目)

## 交通機関
札幌市営地下鉄東豊線元町駅
３番出口または１番出口から徒歩３分